# NGC 1136
NGC 1136 في الفهرس العام الجديد، هي مجرة حلزونية، تقع في كوكبة الساعة. اكتشفت في 5 ديسمبر 1834 بواسطة جون هيرشل.

## روابط خارجية
- NGC 1136 على موقع ويكي سكاي: DSS2, SDSS, GALEX, IRAS, Hydrogen α, X-Ray, Astrophoto, Sky Map, Articles and images